# Tribolonychus collyerae
Tribolonychus collyerae är en spindeldjursart som beskrevs av Zhang och Martin 200. Tribolonychus collyerae ingår i släktet Tribolonychus och familjen Tetranychidae. Inga underarter finns listade i Catalogue of Life.